# История Шеки
История Шеки включает историю города Шеки на территории Азербайджанской Республики начиная с VIII века до н.э. до наших дней.

## Ранняя история
Город Шеки был основан в VIII веке до н. э. Первоначально город назывался Сакасена (Саке) в связи с этнонимом саки (ветвь ираноязычных скифов). В источниках более поздного времени город упоминается как Шакашен, Шеки в качестве области Кавказской Албании.
В результате археологических раскопок, проведенных в 1902 году в селе Бёюк-Дахна Шекинского района были обнаружены различные керамические изделия и надгробный памятник из камня, относящийся ко II в. н. э. и содержащий надписи на греческом языке.
В 654 году Шеки был захвачен и разрушен арабами.

## Средневековый период
В 1117 году область была захвачена армией грузинского царя Давида IV.
В XIII—XIV веках территория нынешнего Шекинского района входила в состав государства Ширваншахов. Управление Шеки было поручено сыну Фазлуллаха Рашидад-дина — Джалату. В 30-е годы XIV века местное племя ойратов взяло власть в руки что привело к возникновению независимого Шекинского владения. В 1392 году эмир Тимур захватил Шеки, правитель Шеки Сеид Али был убит. Пришедший к власти сын Сеида Али — Сеид Ахмед, наряду с ширваншахом Ибрагимом I Дербенди, сопровождал Тимура в его третьем походе на Ширван в 1399 году.
В 1551 году Шекинское владение было упразднено. Территория была присоединена государству Сефевидов в качестве Шекинского беглярбекства. Правителем беглярбекства стал Тойгун-бек Каджар. 

## Новый период
В 1734—1735 годах в селе Биледжик (Шеки) произошло восстание голодных масс, направленное против политики Надир шаха.
В 1741 году произошло очередное восстание против местного правителя — мелика Наджафа. Назначенный Надир шахом Гаджи Челеби Гурбан оглы в 1743 году объявил об образовании независимого Шекинского ханства. Узнав об этом, Надир шах Афшар направил свою армию в Шеки. Гаджи Челеби укрылся в крепости Гелесен-Гёресен. В 1746 году Гаджи Челеби был вынужден признать власть Надир шаха. Однако новые восстания и смерть Надир шаха позволили Гаджи Челеби вновь объявить себя ханом.
В союзе с шамахинским ханом, в 1748 году Гаджи Челеби предпринял попытку осадить Баятскую крепость. Длившаяся месяц Баятская битва не увенчалась успехом.
В зависимом от Шекинского ханства положении находились Джаро-Балакенское джамаатство, Габалинское и Арешское султанства.
В 1751 году Гаджи Челеби разбил армию кахетинского царя Ираклия II. По инициативе Ираклия II, против Шекинского хана был устроен политический сговор Кахетинского царства, Карабахского, Гянджинского, Эриванского, Нахичеванского, Карадагского ханств. В 1752 году в местности Кызылгая грузинские войска неожиданно напали на ханов: те были пленены. На помощь к ханам пришел сам Гаджи Челеби, победивший грузин в битве близ Гянджи. Шекинская армия захватила Газах и Борчалы.
В 1767 году западная часть Шамахинского ханства была присоединена Шекинскому ханству.
В 1785 году Шекинское ханство перешло в зависимое от Губинского ханства положение. Однако это длилось недолго: после кончины Фатали хана Губинского Шекинское ханство вновь обрело независимость.
В годы правления Селим хана территория ханства была условно разделена на 8 магалов, которыми управляли наибы, непосредственно назначенные самим ханом.
21 мая 1805 года между Россией и Шекинским ханством был подписан Кюрекчайский договор, главным условием которого являлось присоединение Шекинского ханства к России. В 1806 году русская армия двинулась в Шеки. Селим хан был отстранен от власти. Было создано временное правление из пророссийски настроенных беков.
По Гюлистанскому мирному договору 1813 года, Шекинское ханство вошло в состав Российской империи.
В 1819 году Шекинское ханство было ликвидировано.
В 1829 году в Шеки была открыта Ханабадская фабрика. Продукция Нухинской шелкомотальной фабрики, открывшейся в 1861 году, была удостоена медали в Лондоне в 1862 году.
Шекинское восстание 1838 года оказало воздействие на проведение административной, судебной и аграрной реформ 40-х годов XIX в. В 1840 году был образован Шекинский уезд с центром в городе Нуха.

## Современный период
В 1917 году в ряде городов Азербайджана, в том числе, в Шеки, возникли Советы рабочих депутатов.
В мае 1920 года в Шеки, так же, как и в других городах Азербайджана, была установлена советская власть.
В 1930 году в селении Баш Гейнюк Шекинского района вспыхнуло восстание, направленное против политики коллективизации в Азербайджанской ССР. Советская власть была упразднена. Вскоре в город двинулись части Красной Армии. Восставшие были подвержены расстрелу.

## Настоящее время
6 марта 1968 года Постановлением Совета Министров Азербайджанской ССР № 97 возвышенная историческая часть города, «Юхары баш», была объявлена архитектурным заповедником. С 2001 года историческая часть города являлась кандидатом от Азербайджана на внесение в список Всемирного наследия ЮНЕСКО, а 7 июля 2019 года историческая часть города наряду с Дворцом шекинских ханов на 43-й сессии Комитета Всемирного наследия были включены в список Всемирного наследия ЮНЕСКО.
В 2016 году соответствующим решением Постоянного совета Международной организации тюркской культуры (ТЮРКСОЙ), принятым на заседании совета в городе Мары — (Туркмения), Шеки была объявлена культурной столицей тюркского мира 2016 года Шеки.

## Культура
Во второй половине XIX в. Нуха занимала второе место по уровню развития торговли и индустрии. В городе появились городские и уездные школы нового типа.
Согласно Постановлению Совета Министров АзССР № 97 от 6 марта 1968 года область «Юхары баш» в городе Нуха была объявлена архитектурным заповедником. В том же году название города было переименовано в Шеки.
В 1975 году в Шеки было завершено строительство здания драматического театра.
В 1983 году в Шеки открылся Музей ремесел.
Шеки является родиной многих видных деятелей культуры и науки Азербайджана, таких, как Мирза Фатали Ахундов, Сабит Рахман, Бахтияр Вагабзаде, Расим Оджагов, Шафига Ахундова, Эмин Сабитоглу, Лютфали Абдуллаев и т. д.

## Достопримечательности
1. Дворец шекинских ханов (1763)[33]
2. Крепость (XVIII в.);
3. Шекинская ханская мечеть (XVIII в.);
4. Верхний караван-сарай (XVIII в.);
5. Нижний караван-сарай (XVIII в.);
6. Дом Шекихановых (XVIII в.);
7. Минарет мечети Гилейли (XVIII в.)
8. Гедек-мечеть; (XIX в.);
9. Мечеть Джума (XIX в.);
10. Мечеть Омар Эфенди (XIX в.);
11. Мечеть «Кишлак» (XIX в.);
12. Подземная баня (XIX в.);
13. Баня «Агванлар» (XIX в.);
14. Баня «Кишлак» (XIX в.);
15. Круглый храм (XIX в.);
16. Мост на реке Гурджаначай (XVIII—XIX вв.)[34]
17. Остатки крепости Гелярсан-Гёрарсан[35]
18. Дом-музей Мирзы Фатали Ахундова;
19. Дом-музей Рашид-бека Эфендиева;
20. Дом-музей Сабита Рахмана